# 代什基 (基輔州)
49°31′52″N 30°56′55″E / 49.53111°N 30.94861°E
代什基（羅馬化：Deshky）是位於烏克蘭北部的村莊，由基辅州奧布希夫區的博胡斯拉夫市鎮負責管轄。該村面積1.1平方公里，海拔高度136米，2001年人口191，人口密度每平方公里173.6人。